# Сера Сарцана (Болоња)
Сера Сарцана (итал. Serra Sarzana) је насеље у Италији у округу Болоња, региону Емилија-Ромања.
Према процени из 2011. у насељу је живело 25 становника. Насеље се налази на надморској висини од 797 м.